# Ofensiva de Homs Oriental (2017)
La ofensiva del este de Homs en 2017 fue una operación militar del Ejército Árabe Sirio y sus aliados (SAA) en la parte oriental de la gobernación de Homs contra las fuerzas del Estado Islámico de Irak y el Levante (EIIL) durante la Guerra Civil Siria.

## Antecedentes
El ejército sirio capturó el área del Triángulo de Palmira, el  castillo de Palmira, el castillo de Catar y la aldea de al-Amriyah, así como muchas colinas, incluidas Jabbal Hayyal y Jabbal al-Tar, después de un asalto el 1 de marzo. El mismo día, el ejército sirio y los aliados respaldados por la SyAF (fuerzas aéreas sirias) y la RuAF (fuerza aérea rusa) ingresaron a la moderna ciudad de Palmira y capturaron la calle al-Motaqadin después de capturar las secciones occidental y septentrional de la ciudad en medio de información sobre la retirada de ElIL de la ciudad. Al día siguiente, el ElIL lanzó un contraataque fallido tras el cual las SAA atacaron e impusieron el control total sobre Jabal al-Tar y el castillo de Palmira. El ElIL se retiró más tarde de la mayor parte de Palmira, después de que minaron muchos puntos en la ciudad. Sin embargo, dejaron atrás a atacantes suicidas en los distritos orientales de Palmira para cubrir la retirada de los militantes del EIIL y obstaculizar el progreso del ejército sirio. El 2 de marzo, el ejército sirio recapturó toda la ciudad de Palmira, después de que el EIIL se retirara por completo de la ciudad. Al día siguiente, el ejército sirio capturó el aeropuerto de Palmira y lo aseguró por completo el 4 de marzo, después de que el EIIL se viera obligado a retirarse a los silos de cereales de Palmira al este del aeropuerto.

## La ofensiva

### El ejército avanza al norte de Palmira; yacimientos petrolíferos de Jazal capturados
El 5 de marzo de 2017, el ejército sirio capturó todas las colinas al sur de los campos petrolíferos de Jazal, al noroeste de la ciudad de Palmira. Posteriormente también atacaron los campos petroleros, lo que obligó al ElIL a retirarse. El grupo prendió fuego a los campos petroleros mientras se retiraba. Al día siguiente, el ejército sirio aseguró la totalidad de los campos petroleros de Jazal y capturó la montaña de Jazal.
El 7 de marzo, el ejército sirio capturó la montaña Al-Amriyah y las colinas circundantes, asegurando el control del fuego sobre los silos de granos de Palmira. El 13 de marzo, el ejército sirio capturó la estación eléctrica de Palmira y la zona de Sabkhat al Muh al sur de la ciudad de Palmira. El mismo día, el ejército sirio capturó los silos de granos de Palmira. También capturaron el área de Wadi al-Ahmar durante el mismo día. El 14 de marzo, el ejército sirio capturó las montañas Mustadirah en el noreste de Palmira. Posteriormente, el ejército sirio capturó los campos de gas de Mustadirah durante la madrugada.
El 15 de marzo, el ejército sirio llegó al estratégico cruce de Talilah donde se produjeron enfrentamientos. Al día siguiente, el ejército sirio capturó la montaña de Jabal Mazar, la base de almacenamiento adyacente de Hajjana, los campos de gas de Palmira y aseguró oficialmente todos los puntos altos de la ciudad de Palmira.
El 17 de marzo, el ejército sirio lanzó otro ataque contra el cruce de Al-Talilah y las montañas Al-'Antar. Dos días después, las tropas gubernamentales capturaron la cordillera ubicada al norte del recientemente capturado Jabal Mazar. Esto les dio control de fuego de las cercanas montañas de Al-Hurm en el campo del norte de Palmira. Más tarde ese mismo día, la Quinta Legión del Ejército Sirio también aseguró las montañas Talialh a unos 20 kilómetros al suroeste de Palmira.
El 23 de marzo, el EIIL atacó uno de los puestos avanzados del ejército sirio al este de Palmira y mató a cuatro soldados. El ataque fue finalmente repelido por la nueva unidad de élite Cazadores del EIIL, que mató a 24 atacantes e hirió a 12. También se destruyó un vehículo del EIIL.
El 27 de marzo, el Ejército capturó cuatro montañas y la Base de la Brigada 550 y varios otros puntos al norte de Palmira. Estos avances acercaron al gobierno a resolver su crisis energética de larga data en medio de informes de que ElIL se había retirado de los campos de gas de Jirah y Sha'er poco después de que el ejército sirio capturara las cimas de las montañas al noroeste de Palmira. Lanzó un nuevo asalto en el campo oriental de Palmira el 31 de marzo, apuntando a la carretera hacia los estratégicos campos de gas de Arak. La SAA tomó algunos puntos en la carretera Palmira-Sukhnah durante el día.
El 2 de abril, el SAA capturó la montaña Abu al-Duhur en el este de Homs. La captura de Abu al-Duhur les dio control de fuego sobre la presa Abu Qulah y Wadi Al-Hissu. También se informó de que Jabal al-Taj había sido capturado por el ejército sirio. El 4 de abril, capturaron una zona de una cadena montañosa al norte de Palmira con vistas a los campos de gas de Arak.
Después del ataque con misiles Tomahawk contra la base aérea de Shayrat llevado a cabo por Estados Unidos, el EIIL lanzó ataques contra las defensas del ejército sirio en Palmira, aprovechando la ausencia de la Fuerza Aérea Siria en el este de Homs. Atacó los puestos de control en las afueras de la aldea de al-Furqalas, sin embargo, el ataque fue repelido con la carretera Homs-Palmira asegurada.

### El ejército avanza al sur de Palmira
El 7 de abril, el ejército sirio avanzó varios kilómetros por la carretera M-90, al sur de Palmira, capturando granjas, una cantera y una pista de carreras. El avance cortó una de las líneas de suministro de ElIL en la región. Tres días después, los militares capturaron las posiciones del EIIL en las partes orientales de las montañas Al-Abtar y, según los informes, llegaron al cruce de Sawwanah mientras avanzaban hacia las minas de fosfato de Khunayfis. El 11 de abril, avanzaron en las zonas de las montañas Al-Abtar, Matla 'al-Sukkar y Qasr al-Halabat.

### Avances del norte renovados; yacimientos de gas de al-Shaer capturados
La agencia de noticias Amaq afirmó el 14 de abril que el EIIL había matado a 11 soldados sirios cerca de Sabkha al-Mawah en el este de Palmira. El 18 de abril, la 5.ª Legión de las SAA junto con la 18.ª División de Tanques capturaron la presa de Abu Qilla.
El 24 de abril, las SAA dirigidas por los Cazadores del EIIL capturó varios puntos con vistas a los campos de gas de al-Shaer. El 26 de abril, capturó los campos de gas de al-Shawr, así como todas las colinas que lo dominan. El 27 de abril, las SAA lideradas por la Quinta Legión y asistidas por helicópteros rusos capturaron la base del Batallón Blindado abandonado, ampliando las ganancias obtenidas un día antes cuando capturaron los campos de gas Shaer. Durante el mismo día, el ejército sirio también se apoderó de toda la cordillera de Al-Bayda'a. El 28 de abril, el Ejército capturó todos los pozos de petróleo en los campos de gas de al-Shaer. Luego, las fuerzas gubernamentales comenzaron a desminar los campos de gas que también estaban en llamas.

### Carretera asegurada Homs-Palmira; lucha en las montañas Shumriyah
El 30 de abril, las SAA, respaldadas por milicianos de las NDF, capturaron seis aldeas y dos colinas en el noreste de Homs. El avance les ayudó a asegurar la carretera Palmira-Homs, la principal línea de suministro a Palmira. El EIIL llevó a cabo un contraataque el 2 de mayo en el eje entre los silos de Palmira y el cruce de Talilah, y Amaq afirmó que el grupo había capturado varios puestos de avanzada y había matado a 11 soldados.
El 3 de mayo, el SAA capturó las montañas Shumriyah, al oeste de Palmira, así como tres aldeas cercanas. Al día siguiente, las SAA capturaron cuatro posiciones cerca del cruce de Talilah. Entre el 6 y el 10 de mayo, las SAA capturaron seis colinas al este de las montañas Al-Shumriyah y cerca de los campos de gas de al-Shaer. El 12 de mayo, la SAA, respaldada por la Fuerza Aérea Rusa, capturó toda el área de Talilah. También capturaron las canteras al este de las montañas de al-Shumriyah, además de la zona de Maqla 'Al-Mushairifah Al-Janoubi, imponiendo así el control de incendios sobre la carretera que une las aldeas de Jubab Hamad, Rasm Hamida y Habrah Al-Gharbiyah.

## Secuelas
Como parte de una ofensiva para eliminar tanto a los rebeldes como al EIIL de la parte sur del desierto sirio, el ejército abrió media docena de frentes, incluidos el sur y el este de Palmira.